# 무기 수출 규제법
1976년 무기 수출 통제법(영어: Arms Export Control Act)(Pub.L. 94–329, 90 Stat. 729, 1976년 6월 30일 제정의 제2편, 22 U.S.C. 제39장에 성문화됨)은 미국 대통령에게 국방 물품 및 국방 서비스의 수입 및 수출을 통제할 권한을 부여한다. H.R. 13680 법안은 제94대 의회에서 통과되었고 제38대 미국 대통령 제럴드 R. 포드에 의해 1976년 6월 30일 법으로 제정되었다.
이 의회법은 미국으로부터 무기를 받는 국제 정부가 무기를 합법적인 자위를 위해 사용하도록 요구한다. 수출이 "군비 경쟁에 기여하는지, 대량살상무기 개발을 돕는지, 국제 테러리즘을 지원하는지, 분쟁 발생 또는 확대 가능성을 높이는지, 또는 양자 또는 다자 군비 통제 또는 비확산 협정이나 기타 합의의 발전을 저해하는지" 여부가 고려된다. 이 법은 또한 미국 무기 거래상과 제조업체에 특정 제한을 가하여, 특정 당사자에게 특정 민감 기술을 판매하는 것을 금지하고, 신뢰할 수 있는 당사자와의 그러한 거래에 대한 철저한 문서화를 요구한다.
대통령이 AECA 위반 가능성을 인지할 경우, 이 법은 잠재적 위반 사항에 대해 의회에 보고할 것을 요구한다.
미국 이민세관단속국 (ICE)은 외국 적대국, 테러리스트, 범죄 네트워크가 미국의 군수품 및 전략 기술을 획득하는 것을 막기 위해 프로젝트 쉴드 아메리카라는 산업 홍보 프로그램을 운영한다.

## 역사
1963년부터 1973년까지 128개국이 2조 5천억 달러 상당의 무기 및 서비스를 받았으며, 대부분은 미국으로부터였다. 법은 국무장관이 “중요한” 무기 판매를 반기별로 의회에 보고하도록만 요구했다. 1970년대 초, 입법자들은 누구에게 어떤 상황에서 무기 판매를 할 수 있는지 결정하는 데 관여하기 시작했다. 1973년 여름, 닉슨 행정부가 사우디아라비아에 F-4 전투폭격기를 판매할 가능성이 있다는 소식이 전해지면서 무기 판매에 대한 우려가 크게 증가했다.
1973년, 상원 외교 위원회 직원인 노빌 존스는 대규모 무기 판매를 의회가 검토할 수 있는 절차를 수립하는 데 의원들의 관심을 끌려고 시도했다. 아무도 관심을 보이지 않자, 존스는 당시 위스콘신주의 게일로드 넬슨 상원의원의 외교 정책 보좌관이었고 나중에 미국 국제 무역 위원회 위원장 (1984-1986)을 역임한 폴라 스턴에게 그 아이디어를 언급했다. 넬슨은 그 아이디어를 승인하고 중요한 무기 판매에 대한 단원 거부권을 위한 수정안을 제출했다. 스턴과 넬슨은 F-5E 한 개 비행대대의 비용인 2,500만 달러를 보고 "트립와이어"로 정했다. 넬슨은 스턴이 이 수정안을 고안하고 상원의 관심을 무기 판매로 돌리는 데 필요한 끈기를 제공했다고 평가했다. 넬슨이 제안한 본회의 조치는 상원에서 44대 43으로 통과되었지만, 뉴욕주 조나단 빙엄 하원의원이 제출한 유사한 하원 조치는 부결되었다.
1974년, 다시 시도된 법안은 1974년 넬슨-빙엄 법으로 통과되었다. 이 법은 미국 정부가 2,500만 달러 이상의 국방 물품 또는 서비스를 판매할 것을 제안할 때, 대통령은 양원 의회에 그 세부 사항을 통보해야 하며, 의회에 "거부권" 결의안을 채택할 20일의 시간을 부여했다. 넬슨-빙엄 계획은 "무기 수출 정책에 깊은 변화"를 가져왔고 "미국 정부 정책, 즉 장기 계획과 몇몇 주요 개별 판매에 상당한 영향을 미쳤다."
1975년, 제럴드 포드 대통령의 요르단 무기 판매로 인해 의회는 넬슨-빙엄 수정안을 어떻게 강화할지 검토하게 되었다. 상당수의 판매 통지는 행정부에 의해 기밀로 유지될 수 있었다. 의회 검토 기간은 부족한 것으로 밝혀졌고, 2,500만 달러의 트리피아이어 기준은 많은 소규모 판매가 검토를 피하는 것을 막았다. 의회 의원들은 또한 정부 대 정부 판매를 넘어 검토 범위를 확대하고자 했다. 1976년 무기 통제법은 이러한 변화와 다른 변화들을 통합했다.
이 법의 범위는 교수들과 대학들이 외국인, 특히 유학생과 방문 교수에게 가해지는 제한이 지나치다고 느끼면서 이의를 제기했다. 1980년대에 스탠퍼드 대학교의 브루스 루시냥 교수와 미네소타 대학교의 C. 피터 맥그래스 총장은 모두 기관의 지원을 받아 무기 수출 통제법을 공공연히 위반했다.

## 적용
1990년대에 RSA 암호화 알고리즘의 PGP 사용과 관련하여 라이선스 분쟁을 겪고 있던 RSA Data Security, Inc.의 보고서가 나온 후, 세관은 필 짐머만에 대해 무기 수출 통제법 위반 혐의로 형사 조사를 시작했다. 미국 정부는 오랫동안 암호화 소프트웨어를 군수품으로 간주하여 무기 밀매 수출 통제 대상에 포함시켰다. 당시 허용되는("약한") 암호화와 허용되지 않는("강한") 암호화의 경계는 PGP가 너무 강해서 수출할 수 없는 쪽에 있었다 (이 경계는 이후 완화되었다). 조사는 3년 동안 계속되었지만, 결국 기소 없이 종료되었다.
2004 회계연도부터 2006 회계연도까지 AECA 위반으로 283건의 체포, 198건의 기소, 166건의 유죄 판결이 있었다.
2005년 미국 회계감사원(GAO)은 9/11 이후의 무기 수출에 대한 연구를 수행했다. 이 연구는 9/11 이후에도 시스템 자체는 변경되지 않았는데, 시스템이 이미 그러한 위협에 대응하도록 설계되었기 때문이라고 언급했다. 이 연구는 2003년부터 무기 사례 처리 시간이 증가했다고 보고했다.
2006년 보잉은 군사 용도의 자이로스코프 마이크로칩 또는 자이로칩과 관련된 무허가 해외 판매로 1,500만 달러의 벌금을 부과받았다.
2007년 3월, ITT 코퍼레이션은 법 위반으로 형사 벌금을 부과받았다. 이 벌금은 ITT의 아웃소싱 프로그램으로 인해 발생했는데, 이 프로그램에서 야간 투시경과 기밀 정보를 레이저 무기에 대한 대응책 (광 간섭 필터 포함)에 대해 싱가포르, 중화인민공화국, 영국 엔지니어들에게 전송했다. 이들은 1억 미국 달러의 벌금을 부과받았지만, 그 금액의 절반을 새로운 야간 투시 기술의 연구 및 개발에 사용할 수 있는 옵션도 주어졌다. 미국 정부는 결과적으로 생성된 지적 재산권에 대한 권리를 취득할 것이다.
2009년 1월, 데니스 쿠시니치 하원의원은 콘돌리자 라이스 국무장관에게 2008년 12월 27일 이후 이스라엘의 가자 지구 내 행동이 AECA 요구 사항 위반에 해당할 수 있다는 통지를 보냈다. AECA는 미국으로부터 무기를 선적받는 각 국가가 해당 무기가 내부 보안과 합법적인 자위 목적으로 사용되며, 그 사용이 분쟁의 확대로 이어지지 않음을 증명해야 한다고 요구한다. 그러나 AECA는 "내부 보안"이나 "합법적인 자위"를 정의하지 않는다. 쿠시니치는 이스라엘의 가자 지구 내 행동으로 인해 주거 지역과 학교와 같은 민간 시설에서 무고한 민간인과 어린이를 포함하여 거의 600명이 사망하고 2,500명 이상이 부상했다고 말했다. 쿠시니치는 이러한 행동이 이스라엘의 내부 보안이나 합법적인 자위를 증진시키지 않고 오히려 분쟁의 발생이나 확대 가능성을 증가시켰기 때문에 AECA를 위반했을 수 있다고 주장했다. 이 혐의는 IDF에 의해 부인되었고, 이 법에 따른 어떠한 조치도 취해지지 않았다.
2009년 7월, 전 테네시 대학교 교수 존 리스 로스는 AECA 위반으로 유죄 판결을 받고 48개월의 징역형을 선고받았다. 로스는 미국 공군(USAF)과 항공기 날개 항력을 줄이기 위한 플라스마 기술 개발 계약을 맺었다. 한 응용 분야는 무인 항공기 (드론)였다. 로스는 중국과 이란 출신의 대학원생들과 기술(기밀이 아닌) 데이터를 공유하고, 중국 여행 중 자신의 노트북에 기술 데이터를 소지하여 법을 위반한 혐의를 받았다. 로스와 다른 사람들은 그의 경우에 적용된 AECA가 학문의 자유를 침해하고 교수들에게 국적을 기반으로 학생들을 차별하도록 강요할 것이라고 말했다.
해리스 코퍼레이션은 2019년 L3 테크놀로지스와의 합병 이전에 소프트웨어, 군용 무전기 및 기타 군사 장비의 무단 캐나다 이전과 관련된 1,300만 달러의 수출 위반금을 지불했다. 이는 국무부 국방무역통제국이 제기한 131건의 혐의 보고서에 따른 것이다. L3해리스 테크놀로지스 또한 T7 로봇이 적절한 승인 없이 태국, 싱가포르, 독일로 일시적으로 이전되었음을 인정했다.

## 같이 보기
- 1961년 군비 통제 및 군축법
- 1968년 해외 군사 판매법
- 1971년 해외 군사 판매법
- ITAR
- 시밍턴 수정안